# 日本政治
日本的政治以《日本国宪法》为基础体制运行，因此日本是以立宪主义为基础的国家。另外，日本的司法、行政是以宪法和国会所制定的法律、明文化的法令为基础运行的，因此日本是法治的国家。
日本国宪法规定主权在民的国民主权。另外，在政治上规定了立法、行政、司法等3大政治權力的分立，分别由国会、内阁、裁判所（法院）行使。以国会为国家最高权力机关，实行议会民主政治，由国会和内阁协作实行议会内阁制。另外，作為君主的天皇是“日本国的象征、日本国民统合的象征”；但宪法规定天皇没有参与国政的权力，而由國會議員中選出的內閣總理大臣（首相）作為国家政府领导人及自衛隊的最高指揮官。
日本国宪法还规定了地方自治。日本的地方自治指的是全国划分为47个都道府县，都道府县中划分出市町村，由这两层地方公共团体担负自治职能（日本行政區劃）。所有的都道府县和市町村都设有各自的作为议事机关的议会、以及作为执行机关的首长（都道府县的知事、市町村长）。地方公共团体在法律范围内有权制定条例。
日本国宪法最重要的三大原理是：主权在民、尊重基本人权及和平主义。日本政治以这三大原理及其中最基本的对个人（个人尊严）的尊重为基调运行。

## 政体

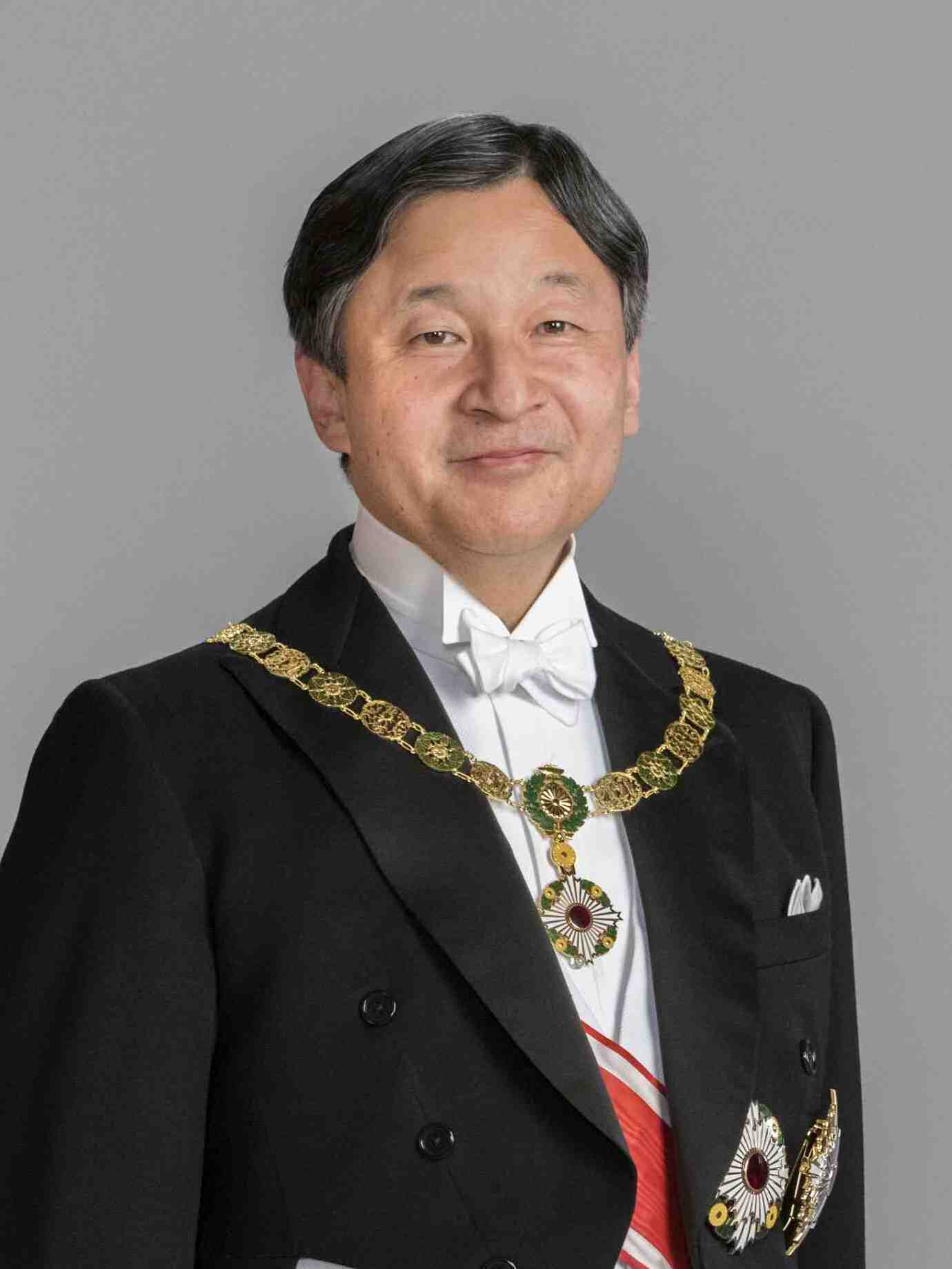
德仁天皇（世襲君主）

所谓政体，按照古希腊亚里斯多德“统治权之所在”这一区分方式，可区分为君主制、贵族制、民主制等政治形态。然而，近代以来，法西斯国家、政教合一国家、军国主义的军部独裁国家等等的出现，该区分方法已无法与现实应对。
明治維新以后，在二战前的旧宪法下，日本的政体与国体思想一体称为“天皇亲政的神权国家（源自国体明徵声明，反对天皇機關說）”，是君主制国家。由于作为统治主体的君主的存在，被统治的客体就不称为国民，而应称为臣民。因而，旧宪法体现了统治主体的天皇和被统治的客体臣民的关系。现在的日本规定了：
1. 现行宪法规定了天皇是“在国政上没有任何权力”的象征
2. 现行宪法没有君主的规定，自然也不存在“立宪”君主
3. 统治权在于国民，并非战前的臣民，而是国民
4. 民主作为与大正时代的“君主”的对立概念而出现，正如日本对天皇机关说的排斥那样，君主和民主也无法同时并存。

综上所述，现今日本不再以君主制、民主制来加以区分，在政治学和法学上，更多的是称其为民主主义国家。

## 国家体制

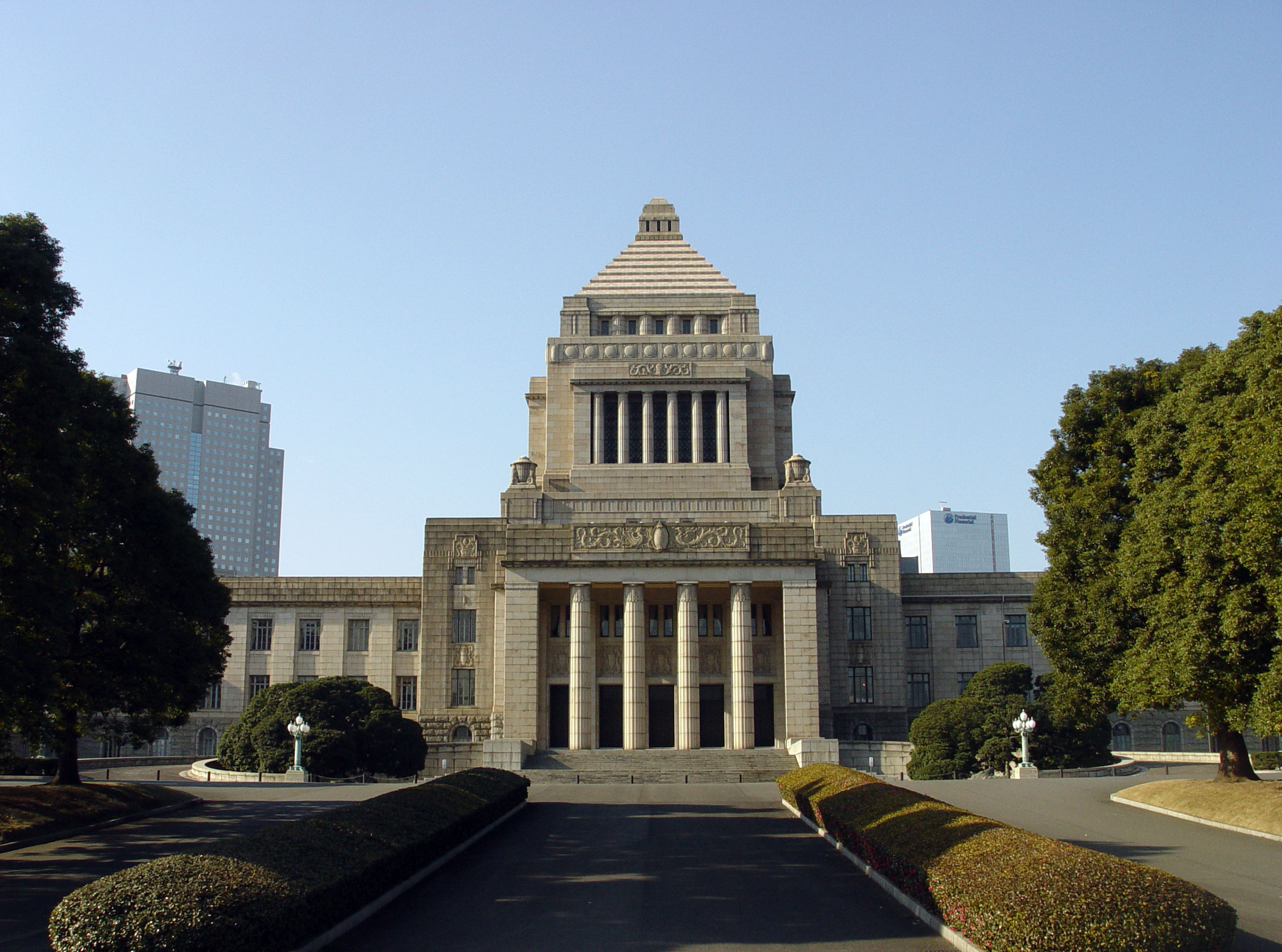
位於東京的國會議事堂

日本的国制（国家的形态）是君主立宪制（立宪君主国）还是共和制（共和国），对此的讨论至今不息。
认为日本是君主立宪制的根据总的来说有以下三点。第一，没有公选的总统不能称为共和制；第二，存在世袭君主天皇；第三，由于有近代意义上的宪法，因此不是专制君主制。由此可见日本是君主立宪制。
另一方面，日本共和制的最大根据是作为君主的天皇没有任何参与国政的权力。目前，行使政治权力的除了法務省以外，都是由公选出来的人为中心构成的，并采用共和制的体制。另外，从法律上看，总理大臣公选制与选举总统的共和制几乎没有分别。由此可见日本是采用共和制的共和国。
从学术上看，日本是采用君主立宪制的立宪君主国的证据更加充分。而且，政府的正式解释也认为日本是君主立宪制国家（1973年（昭和48年）6月28日参议院内阁委员会的内阁法制局长官答辩）。当然，不是大日本帝國憲法（明治宪法）赋予天皇的总揽统治权那种意义下的君主立宪制。然而，有人认为立宪君主这一称谓具有复古的企图而加以反对。

## 国家政治

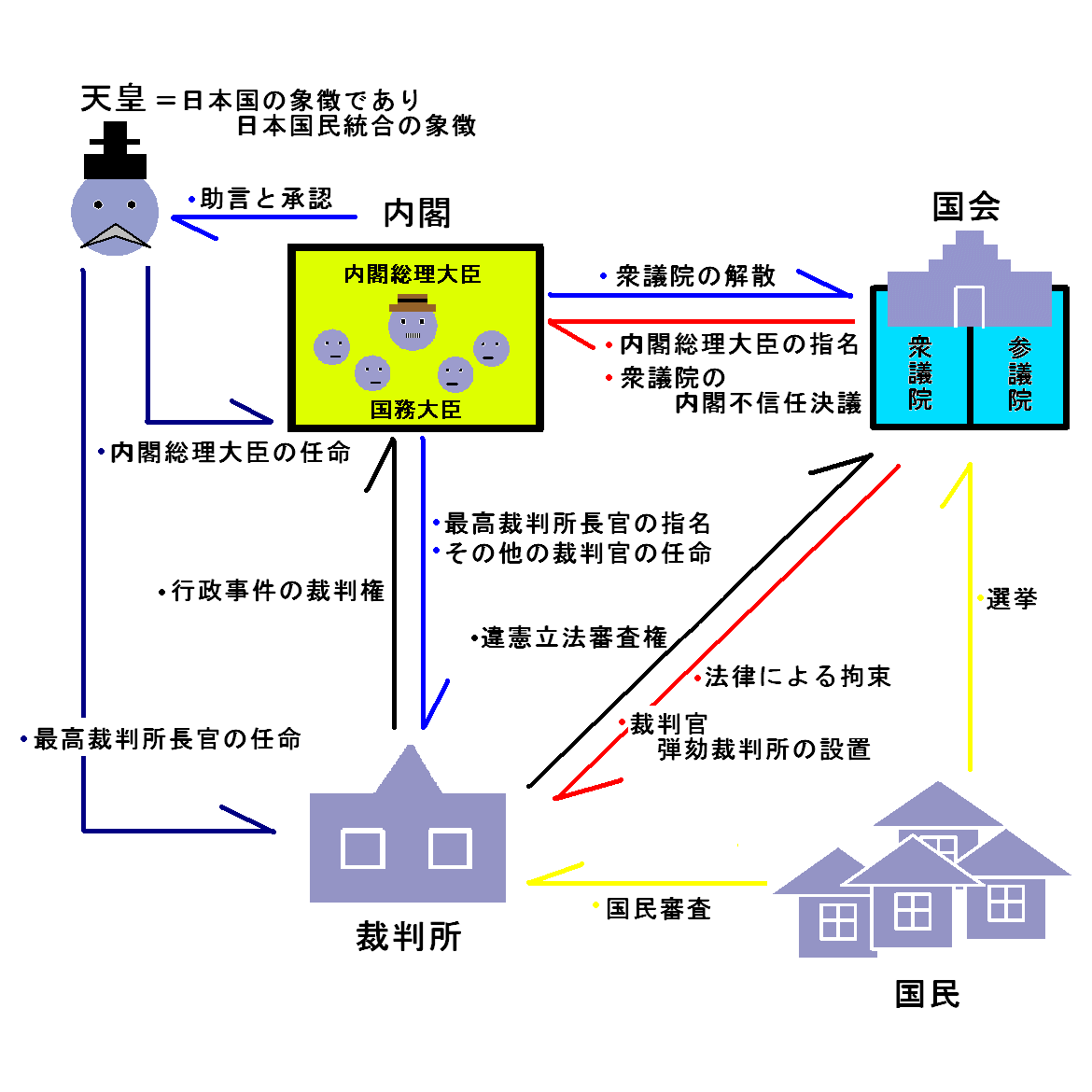
日本國憲法下的統治機構圖

現行《日本国宪法》规定国会为“国家权力的最高机关”，是“国家唯一的立法机关”，国会被赋予的政治权力是最大的。但是，宪法赋予了內閣提交法案的权力，国会成立的法案大部分都是内阁提出来的，因此实际上内阁的权限是最大的，所谓行政国家现象非常显著。另外，内阁提出的法案是内阁下属行政组织所制作，因此又可以说行政组织的干部职员。
而且，裁判所（法院）被赋予违宪立法审查权。裁判所有权宣布法律、国家法令或行政行为违反宪法。而裁判所对于国会、内阁的判断一般持司法保守态度。

### 政治制度
日本是一个內閣制国家，政府體制以《日本国宪法》為基礎，设有一个两院制的议会，即國會，包括了眾議院及參議院，均由民選產生。众议院议员共465席，任期4年，內閣總理大臣有权提前解散。参议院议员共242席，任期6年，每3年改选一半席位，不得中途解散。
國家最高行政機關為內閣，由內閣總理大臣及多位国务大臣组成，對國會負責。內閣總理大臣必須是國會議員，並由其他國會議員选举产生。大多数阁员也必須是國會議員。
自1889年起，日本是一個君主立宪制的國家，當時的憲法為《大日本帝國憲法》，又稱明治憲法，天皇依該法為國家元首，具有政治實權。第二次世界大戰後，新制定的《日本国宪法》规定天皇是国民團結的象征，對政府不具有干涉力。

## 主要政治问题

### 日本自卫队
根据日本國憲法第九條，日本永远放弃战争的和平主义原则奉为神圣不可侵犯的权利，但同时为了灵活参与国际事务“威胁或使用武力作为解决国际争端的手段”写进宪法。
第二次世界大战后1954年7月1日，最初它是一个"警察予備隊"，后来是"保安隊"，自衛隊（陸上自衛隊・海上自衛隊・航空自衛隊、实际上是日本陆军、海军、空军）被有效地建立为日本军队。
1993年，日本决定派遣自卫队参加联合国在柬埔寨的维和行动。2004年又曾派遣部隊往伊拉克參與维和行动。
1991年：日本在海湾战争期间没有出兵，在战争结束后派出6艘船只前往海湾地区扫雷； 
1992年至1993年：根据1992年的国际和平法案，日本首度出兵海外，派出了600名工兵前往柬埔寨。执行任务期是1992年9月至1993年4月。1993年3月至9月，第二批600名官兵在当地执行修桥和道路的任务，另派16名官兵监督停火。日本同时还派出了2艘海军运输舰，1艘补给舰和6架C-130运输机。在参加行动期间，两名日本文职人员牺牲； 
1993年5月/2001年2月：日本国自卫队先后参加了数次联合国的莫桑比克维和行动，卢旺达，洪都拉斯，土耳其，东帝汶和印度的救援行动； 
2001年10月：9-11恐怖袭击发生后，6架航空自卫队运输机和138名士兵被派往巴基斯坦撤运从阿富汗涌来的难民； 
2001年11月至今：根据2001年10月的反恐怖法案，日本派出海上自卫队船只在印度洋上执行反恐怖任务，支援美军在阿富汗的军事行动。这些船只为10个国家，包括美国，加拿大，法国和英国的舰只提供补给； 
2002年2月至今：680名自卫队员被派到东帝汶负责修路和架桥，是日本最大规模的维和行动。目前该部已经减少到522人； 
2003年3月，2003年7月至8月：两架C-130运输机运送160顶帐蓬和救灾物质到约旦； 
2003年12月：两架运输机运送救灾物資到伊朗。

### 改憲問題
自平成時代以來，有關日本國憲法修改的議論活躍，引起中韓兩國社會的關注。
同盟國軍事佔領下現行憲法，1946年11月3日公布修改了大日本帝國憲法，1947年5月3日施行以來，日本國內一直存在修改憲法的議論。不少保守派政治家主張，因為現行憲法是美國草擬的，沒有正統性。但長期以來，日本社會大多不重視憲法修改問題。
但是，2005年自由民主党在建黨50周年之際發表了憲法修改草案以後，不少人開始關心憲法修改問題。时任自由民主党總裁兼总理大臣安倍晉三主張於任期內修改現行憲法。
日本改憲問題的要點有；
1. 國家元首的明定：現行憲法上沒有國家元首的規定（天皇是象徵）。
2. 自衛隊的地位：因為現行憲法禁止擁有軍隊，法律上自衛隊的地位很曖昧。（更有人主張恢復軍銜制）
3. 新人權的明定：現行憲法上沒有環境權、隱私權、情報公開請求權、知識產權等明文規定。
4. 統治機構改革：總理大臣公選制／國會改革／法院改革

現行憲法是所謂“硬性憲法”。為了修改憲法，需要滿足“各議院全體議員三分之二以上之贊成”及“過半數公民之贊成”的要件。

## 參看
| - 日本內閣 - 日本行政機關 - 國會 (日本) - 日本司法機關 | - 日本内閣總理大臣 - 日本政治家列表 - 日本右翼团体 - 日本古代职官 |